# Mennybemenetel fatemplom (Hosszúsor)
A hosszúsori Mennybemenetel fatemplom műemlékké nyilvánított épület Romániában, Arad megyében. A romániai műemlékek jegyzékében az AR-II-m-B-00625 sorszámon szerepel.